# 斯莫利亚尼诺沃
斯莫利亚尼诺沃（羅馬化：Smolyaninovo）是俄罗斯滨海边疆区的市级镇、什科托沃区行政中心及规模最大聚居地，地处滨海边疆区南部，位于边疆区首府符拉迪沃斯托克（海参崴）东北方，西北侧有所在区前行政中心什科托沃；镇内有几条小河流经。设有同名铁路车站。
该地2022年人口有6,654人；2010年人口6,715；2002年人口6,448；1989年人口18,831。